# Maciej Murawski
Maciej Murawski (Zielona Góra, 20 febbraio 1974) è un ex calciatore polacco, di ruolo difensore.

## Palmarès

### Club

#### Competizioni nazionali
- Campionato polacco: 1

Legia Varsavia: 2001-2002
- Coppa di Lega polacca: 1

Legia Varsavia: 2002